# コミュニケーション・コンサルタント
コミュニケーション・コンサルタントとは、ビジネスにおいてのコミュニケーション能力を向上させるための指導者・教育者のことである。

## 概要
大まかに以下のスキル・能力を向上させる。
- プレゼンテーションスキル
- 説得力
- 交渉力
- 文化や価値観の違う人とのコミュニケーション力